# Wędrówka kontynentów

Współczesna mozaika płyt tektonicznych

Wędrówka kontynentów, epejroforeza (od stgr. ἤπειρος ēpeiros – ‘ląd, kontynent’ oraz φόρησις phórēsis – ‘noszenie’) – ruch kontynentów powodujący zmianę ich położenia względem siebie oraz względem biegunów geograficznych i magnetycznych.

## Historia
W XIX wieku dokładniejsze mapy pozwoliły zwrócić uwagę, że kontynenty zdają się pasować do siebie jak elementy układanki. Na odpowiadających sobie wybrzeżach natrafiano na takie same formacje skalne i skamieniałości, np. na Antarktydzie i w Indiach.
Skłoniło to do spekulacji na temat ewolucji litosfery ziemskiej. W 1912 roku Alfred Wegener wysunął teorię wędrówki kontynentów. Nie zyskała ona jednak wielu zwolenników, być może dlatego, że nie wyjaśniała, w jaki sposób kontynenty mogą się przemieszczać. W latach 30. XX wieku hipoteza Wegenera została zarzucona, a na początku lat 60. wykrystalizowała się teoria tektoniki płyt, w znacznym stopniu oparta na wywodach Wegenera, ale wyjaśniająca mechanizm wędrówki kontynentów.

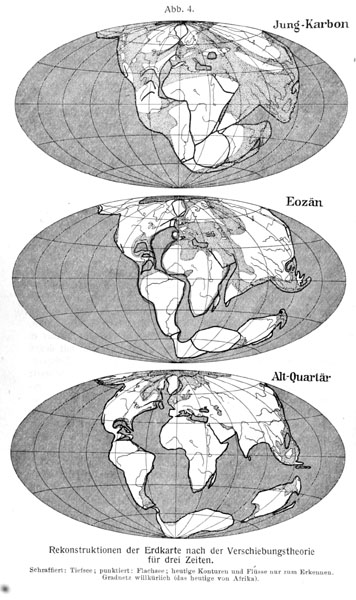
Na tym diagramie Wegener przedstawił teorię wędrówki kontynentów

## Etapy wędrówki
Według teorii tektoniki płyt wędrówka (dryf) kontynentów trwa od co najmniej 2,5 mld lat. Mogą o tym świadczyć najstarsze pofałdowane skały w Kanadzie, oceniane na co najmniej 2 mld lat.
Na podstawie teorii tektoniki płyt można w znacznym stopniu odtworzyć zasadnicze etapy wędrówki kontynentów w ostatnich 1100 mln lat:
- 1100 mln lat temu – formuje się superkontynent Rodinia.
- 750 mln lat temu – Rodinia rozpada się na trzy części – Laurencję, kraton Konga i Proto-Gondwanę.
- 600 mln lat temu – fragmenty Rodinii na krótko ponownie się stykają, tworząc nowy superkontynent – Pannocję.
- 550 mln lat temu – Pannocja zaczyna się rozpadać, tworzą się paleozoiczne kontynenty i oceany.
- 250 mln lat temu – na Ziemi ponownie istnieje jeden superkontynent – Pangea. Jest on otoczony olbrzymim oceanem Panthalassa, masy lądowe częściowo odgradzają od niego mniejszy ocean Tetydy.
- 180 mln lat temu – superkontynent Pangea zaczyna pękać na dwie części, które oddalają się od siebie, tworząc: Laurazję na półkuli północnej i Gondwanę na półkuli południowej.
- 135 mln lat temu – początek rozpadu Laurazji i Gondwany – pojawiają się zarysy dzisiejszych kontynentów:
  - Laurazja daje początek Ameryce Północnej i Eurazji
  - Gondwana rozpada się na: Amerykę Południową, Afrykę, Antarktydę, Australię i Indie.
- 100 mln lat temu – Indie odrywają się od Afryki i dryfują w stronę Azji.

W liczącej 4,5 mld lat historii Ziemi miały miejsce jeszcze inne znaczące wydarzenia tektoniczne. Kontynenty kilkakrotnie łączyły się w większe masy lądowe, jeszcze przed uformowaniem Rodinii – m.in. 3,3 mld lat temu powstał superkontynent Walbara, a 2,7 mld lat temu ponowne zderzenie kontynentów utworzyło superkontynent Kenorland.